# Station Pont-à-Mousson
Station Pont-à-Mousson is een spoorwegstation in de Franse gemeente Pont-à-Mousson, departement Meurthe-et-Moselle. Het station werd in 1850 geopend aan de lijn Nancy-Metz.

## Treindienst
| Serie              | Treinsoort            | Route                                                              | Bijzonderheden |
| ------------------ | --------------------- | ------------------------------------------------------------------ | -------------- |
| RE 88500 TER 88500 | RegionalExpress (CFL) | Luxemburg – Thionville – Metz-Ville – Pont-à-Mousson – Nancy-Ville |                |

## Spoorlijnen
- TER Lorraine
  - Lijn 1 : Nancy - Metz - Thionville - Luxembourg
  - Lijn 25 : Nancy - Longwy - Luxembourg
  - Lijn 31 : Nancy - Metz - Verdun